# Tử chiến trên không
Tử chiến trên không là một bộ phim điện ảnh Việt Nam thuộc thể loại hành động – hình sự – lịch sử ra mắt năm 2025 do Hàm Trần đạo diễn, lấy cảm hứng từ hai chuyến bay bị không tặc tại Việt Nam, gồm chuyến bay DC-3 số hiệu 509 trong ngày 29 tháng 10 năm 1977 và chuyến bay DC-4 số hiệu 501 trong ngày 28 tháng 6 năm 1978. Đây cũng là phim điện ảnh Việt Nam đầu tiên khai thác chủ đề này. Với sự tham gia diễn xuất của các diễn viên như Thái Hòa, Kaity Nguyễn, Thanh Sơn, Trần Ngọc Vàng, Võ Điền Gia Huy, Ma Ran Đô, Lợi Trần, Trâm Anh, Xuân Văn, Bảo Định và Ray Nguyễn, tác phẩm xoay quanh một chuyến bay khởi hành đến Thành phố Hồ Chí Minh thì bị một băng không tặc do Long (Thái Hòa thủ vai) tấn công và khống chế, nhằm cướp máy bay để tẩu thoát ra nước ngoài. Trong tình thế nguy cấp, buộc các phi hành đoàn phải vừa chống trả vừa bảo đảm an toàn cho hành khách.
Tử chiến trên không có buổi họp báo và giới thiệu tại Thành phố Hồ Chí Minh vào ngày 12 tháng 8 năm 2025 và tại Hà Nội vào ngày 14 tháng 8. Phim sau đó được công chiếu trên toàn quốc vào ngày 19 tháng 9 năm 2025.

## Diễn viên
- Thanh Sơn trong vai Bình: Một chuyên viên đào tạo Cảnh vệ Hàng không, và trong chuyến bay này, anh lấy tư cách là một hành khách để thăm vợ (Hạnh) mới sinh. Khi sự cố không tặc diễn ra, do bản thân anh đang là hành khách nên anh đã giấu thân phận thật và cùng phối hợp với cảnh vệ đang làm nhiệm vụ trên máy bay để khống chế và hạ gục nhóm này.
- Thái Hòa trong vai Long: Thủ lĩnh của nhóm không tặc, thường có tính cách lạnh lùng, tàn bạo và có tâm lý bất ổn.
- Kaity Nguyễn trong vai Tú Trinh: 
 Một tiếp viên hàng không trong chuyến bay bị không tặc. Nhân vật Tú Trinh được xây dựng dựa trên hình mẫu của Huỳnh Thu Cúc, một cựu tiếp viên hàng không và là nạn nhân của vụ không tặc được lấy cảm hứng cho phim.
- Trâm Anh trong vai Nhàn: Một trong những tiếp viên hàng không nằm trong chuyến bay cùng với Tú Trinh.
- Lợi Trần trong vai Hải: Một hành khách đã cùng tham gia phối hợp với các phi hành đoàn.
- Ngọc Xuân trong vai Hạnh, vợ của Bình.

## Sản xuất

### Phát triển và chọn diễn viên
Tác phẩm có sự hợp tác giữa Điện ảnh Công an Nhân dân và Galaxy Group, với sự tham gia sản xuất của các đơn vị thành viên gồm Galaxy Studio, Galaxy Play và Galaxy EE, dưới sự chỉ đạo của đạo diễn Hàm Trần. Theo thông tin từ đơn vị sản xuất, việc khai thác chủ đề không tặc được xem là một lựa chọn cực kỳ táo bạo khi đây cũng là lần đầu tiên chủ đề này được đưa vào điện ảnh Việt Nam dưới góc nhìn chính kịch – hành động. Do đó, đây cũng được xem là một trong những thách thức lớn của đoàn phim do yêu cầu cao về mặt lịch sử và kỹ thuật. Ngoài ra, đơn vị cũng muốn tác phẩm hướng đến việc phác họa thời kỳ hậu chiến sau năm 1975, khi ngành hàng không dân dụng trong nước vẫn còn nhiều thiếu thốn, đặc biệt là về thiết bị giám sát và kiểm soát an ninh.
Sự xuất hiện của Kaity Nguyễn trong vai tiếp viên hàng không đã gây chú ý với khán giả, song một số ý kiến cho rằng chiều cao 1,55 m của nữ diễn viên chưa phù hợp với vai diễn. Tại buổi họp báo, Trung tá Trần Nam Chung – Giám đốc của đơn vị Điện ảnh Công an Nhân dân đã cho biết về việc nhân vật của Kaity Nguyễn được xây dựng dựa trên nguyên mẫu của tiếp viên hàng không Huỳnh Thu Cúc, đồng thời khẳng định chiều cao của nữ diễn viên và bà Cúc tương đương, qua đó phù hợp với hình mẫu thật ở thời điểm bấy giờ. Cũng trong buổi họp báo, đạo diễn Hàm Trần cho biết một phần Kaity Nguyễn đồng ý nhận lời mời tham gia bộ phim là vì cô muốn tri ân đến mẹ, bởi mẹ cô cũng từng là một tiếp viên hàng không.

### Ghi hình
Trong dự án này, đoàn làm phim đã phải phục dựng lại toàn bộ nội thất của máy bay nhằm tái hiện lại bối cảnh hậu chiến tranh sau năm 1975, bao gồm các chi tiết như bảng điều khiển, ghế ngồi, thậm chí là tông màu hình ảnh. Ngoài ra, mô hình máy bay DC-4 trong phim cũng được dựng gần như theo tỉ lệ 1:1 so với nguyên bản, với một số khoang được nới rộng để thuận tiện cho quá trình quay. Mô hình đã được thiết kế bám sát đặc điểm của máy bay thật về thời kỳ, màu sắc và kích thước khoang, đồng thời có khả năng tháo ráp linh hoạt nhằm phục vụ các góc quay khác nhau. 
Diễn viên Thái Hòa cho rằng ở các phim hành động, những sự cố nhỏ ngoài ý muốn là khó tránh khỏi, do đó anh đã vô tình gây sự cố cho bạn diễn. Cụ thể, trong một cảnh diễn với diễn viên Trâm Anh, anh đã vô tình va cùi chỏ vào bụng của cô, khiến cô bị đau nhẹ và phải tạm nghỉ. Anh cũng cho biết quá trình ghi hình tại hiện trường khác nhiều so với khi tập luyện, bởi nhịp diễn biến thay đổi liên tục, buộc anh phải duy trì trạng thái nhập vai để hoàn thành các cảnh quay kéo dài nhiều phút.

## Phát hành

### Quảng bá
Vào ngày 12 tháng 5 năm 2025, nhà sản xuất và đơn vị Galaxy Studio đã chính thức công bố áp phích và teaser đầy tiên của dự án điện ảnh Tử chiến trên không. Áp phích hé lộ hai nhân vật do Thái Hòa và Kaity Nguyễn thủ vai, trong đó nhân vật Tú Trinh (Kaity Nguyễn đóng) xuất hiện trong trạng thái bị đe dọa bởi nhân vật Long (Thái Hòa đóng). Ngay sau đó, đến ngày 25 tháng 7 cùng ngày, đơn vị sản xuất chính thức ra mắt áp phích teaser và teaser trailer của phim, áp phích phim cho thấy nhân vật Long (Thái Hòa đóng) và một nhân vật khác (Thanh Sơn đóng) đang chĩa súng vào nhau, tạo nên biểu tượng trực quan cho cuộc đấu tranh giữa chính nghĩa và tội ác, còn ở phía sau thì nhân vật Tú Trinh (Kaity Nguyễn đóng) đang ôm chặt một em bé. Đoạn giới thiệu cũng hé lộ khung cảnh hỗn loạn khi nhóm không tặc khống chế máy bay, khiến các hành khách và tiếp viên hoảng loạn tột độ. Đến ngày 15 tháng 8, nhà sản xuất chính thức ra mắt trailer chính thức, hé lộ thêm về diễn biên trong khoang máy bay khi không tặc hành động.
Buổi họp báo của bộ phim được diễn ra vào ngày 12 tháng 8 năm 2025 tại Thành phố Hồ Chí Minh và ngày 15 tháng 8 tại Hà Nội, với sự tham dự của các diễn viên chính, ê-kíp sản xuất và nhiều nghệ sĩ khách mời. Đặc biệt, sự kiện còn có sự góp mặt của các nhân chứng trong hai vụ không tặc được lấy cảm hứng để xây dựng nội dung phim.